# Hong Kong Squash
Hong Kong Squash, fondé en 1961, est l'organisme national qui régit le squash à Hong Kong.

## Objectifs
Développer le jeu de squash à Hong Kong.
- Sauvegarder le jeu de squash et maintenir les règles et règlements de HK Squash à Hong Kong.
- Représenter l'adhésion officielle de Hong Kong à la Fédération mondiale de squash, à la Fédération asiatique de squash et au Comité olympique.
- Organiser, réglementer et gérer les matchs, championnats et compétitions internationaux et locaux.
- D'une manière générale, accomplir tous les actes et toutes les choses qui sont accessoires ou propices à la réalisation de tout ou partie des objectifs ci-dessus.